# Station Zamostne
Station Zamostne is een spoorwegstation in de Poolse plaats Zamostne.